# Carsten Paulsen
Carsten Paulsen (* 20. Mai 1932 in Koldenbüttel; † 23. Januar 2004 ebenda) war ein deutscher Politiker (CDU).

## Leben
Paulsen besuchte die Volksschule, das Gymnasium und die Landwirtschaftsschule. Er machte eine Gehilfenprüfung und die Meisterprüfung und war danach als Landwirt tätig.
1965 wurde Paulsen Mitglied der CDU. Er war Mitglied der Gemeindevertretung Koldenbüttel und dort auch Bürgermeister. Ferner war er Mitglied des Kreistages von Nordfriesland und Mitglied der Landwirtschaftskammervollversammlung. Von 1983 bis 1992 war er Mitglied des Landtages von Schleswig-Holstein.

## Auszeichnungen
- 1992: Bundesverdienstkreuz am Bande